# Inkorporationsüberwachung
Die Inkorporationsüberwachung ist ein System zum Nachweis radioaktiver Stoffe im menschlichen Körper. Sie wird routinemäßig bei Personen, die beruflich mit offenen radioaktiven Stoffen (Pulvern, Flüssigkeiten, Gasen und ähnliches) umgehen, und anlassbezogen darüber hinaus an anderen Personen nach Unfällen, bei denen radioaktive Stoffe freigesetzt wurden, angewendet. Quantitatives Ziel ist die Bestimmung der Aktivitätszufuhr, also der Aktivität, die zu einem Zeitpunkt oder während eines Zeitraums durch Einatmen (Inhalation), Verschlucken (Ingestion), Aufnahme über die intakte Haut oder Wundaufnahme in den Körper der Person gelangt ist. Daraus kann modellhaft die Strahlendosis der Person berechnet werden. Aufgrund des radioaktiven Zerfalls der radioaktiven Stoffe und ihrer Ausscheidung aus dem Körper sind Messungen nur, je nach Halbwertszeit und Ausscheidungsrate, innerhalb von Tagen, Wochen, Monaten oder in den wenigsten Fällen innerhalb weniger Jahre nach einer Zufuhr sinnvoll möglich.

## Methoden

### Direktmessung (In-vivo-Verfahren)
Direktmessungen werden in Ganzkörperzählern und Teilkörperzählern durchgeführt. Ganzkörperzähler sind Messeinrichtungen, deren Detektoren die Aktivität radioaktiver Stoffe im gesamten Körper bestimmen. Teilkörperzähler sind Messeinrichtungen, deren Detektoren die Aktivität radioaktiver Stoffe in bestimmten Organen oder Körperteilen messen, insbesondere in der Schilddrüse, im Knochen (am Knie oder am Schädel) oder in der Lunge. Diese Methode ist nur für Radionuklide, deren Strahlung außerhalb des Körpers messbar und identifizierbar ist, angewendet. Es handelt sich dabei in der Routineanwendung um Radionuklide, die Gammastrahlung oder Positronenstrahlung emittieren. Für viele dieser Radionuklide ist die Nachweisempfindlichkeit so gut, dass auch Inkorporationen, die lediglich vernachlässigbare Beiträge zur Strahlenexposition liefern, gut erkannt werden können. In der experimentellen Anwendung können auch Radionuklide bestimmt werden, die hochenergetische Betastrahlung und Neutronenstrahlung emittieren. Ziel der Direktmessung ist die Bestimmung der Körperaktivität, also der Aktivität der radioaktiven Stoffe im menschlichen Körper zum Zeitpunkt der Messung. Durch modellhaft berechnete Daten zum Zeitverlauf der Körperaktivität nach einer Zufuhr radioaktiver Stoffe (Retention) kann daraus die Aktivitätszufuhr berechnet werden.

### Ausscheidungsanalytik (In-vitro-Verfahren)
Ausscheidungsanalytik ist die Bestimmung radioaktiver Stoffe im Urin oder im Stuhl. Dazu werden Urin- oder Stuhlproben, die für die meisten Anwendungen über einen Zeitraum von 24 Stunden gesammelt werden müssen, im chemischen Labor so aufbereitet, dass anschließend die Aktivität radioaktiver Stoffe mit geeigneten Messverfahren (Alphaspektrometrie, Flüssigszintillationszählung, Massenspektrometrie mit induktiv gekoppeltem Plasma) bestimmt werden kann. Diese Methode ist für Radionuklide, die keine außerhalb des Körpers nachweisbare Strahlung emittieren, geeignet. Ziel der Ausscheidungsanalytik ist die Bestimmung der Aktivität der radioaktiven Stoffe in den Ausscheidungen zum Zeitpunkt der Probenahme. Durch modellhaft berechnete Daten zum Zeitverlauf der Aktivität in den Ausscheidungen nach einer Zufuhr radioaktiver Stoffe kann daraus die Aktivitätszufuhr berechnet werden.

### Raumluftmessung
Raumluftmessung ist die Bestimmung luftgetragener radioaktiver Stoffe direkt am Arbeitsplatz. Dazu werden stationäre oder personengetragene Schwebstoffsammler, die während der Arbeitstätigkeit Proben der Schwebstoffe am Arbeitsplatz nehmen, verwendet. Die Aktivität der Proben wird in manchen Fällen direkt im Schwebstoffsammler oder im Anschluss an die Probenahme in einem geeigneten Messgerät bestimmt. Ziel der Raumluftmessung ist die Bestimmung der Aktivitätskonzentration der radioaktiven Stoffe in den Luft zum Zeitpunkt der Probenahme. Durch modellhaft angenommene Werte der Atemrate und mit der Aufenthaltsdauer der exponierten Person am jeweiligen Arbeitsplatz kann daraus die Aktivitätszufuhr berechnet werden.

## Situation in Deutschland
In Deutschland gibt es noch 22 Inkorporationsmessstellen, die von den Strahlenschutzbehörden der Bundesländer zur Messung beruflich strahlenexponierter Personen mittels Direktmessung (17 Messstellen) oder Ausscheidungsanalytik (10 Messstellen) bestimmt sind. Für die Raumluftüberwachung sind die Betriebe, in denen mit radioaktiven Stoffen umgegangen wird, eigenverantwortlich. Die Messstellen arbeiten auf Grundlage der Richtlinie für die physikalische Strahlenschutzkontrolle zur Ermittlung der Körperdosen (RiPhyKo), Teil 2: Ermittlung der Körperdosis bei innerer Strahlenexposition (Inkorporationsüberwachung), die vom Bundesministerium für Umwelt, Naturschutz, nukleare Sicherheit und Verbraucherschutz herausgegeben wird. Die Leitstelle Inkorporationsüberwachung beim Bundesamt für Strahlenschutz koordiniert die Arbeit der Messstellen und sichert deren Qualität. Die Messstellen melden die durchgeführten Messungen sowie die aus den Messergebnissen bestimmten Körperdosen an das Strahlenschutzregister, das ebenfalls beim Bundesamt für Strahlenschutz angesiedelt ist.
Nationale Normen auf dem Gebiet der Inkorporationsüberwachung werden vom Arbeitsausschuss NA 080-00-03 AA Nuklearmedizin im DIN-Normenausschuss Radiologie (NAR) erstellt.

## Internationale Gremien
Mit praktischen Fragen der Durchführung der Inkorporationsüberwachung beschäftigt sich die Arbeitsgruppe 7 Internal dosimetry („Innere Dosimetrie“) des Vereins European Radiation Dosimetry Group (EURADOS). Sie hat insbesondere den Leitfaden Technical Recommendations for Monitoring Individuals for Occupational Intakes of Radionuclides („Technische Empfehlungen für die Überwachung von Personen auf beruflich bedingte Zufuhren von Radionukliden“) erstellt.
Internationale Normen auf dem Gebiet der Inkorporationsüberwachung werden von der Arbeitsgruppe ISO/TC 85/SC 2/WG 13 Monitoring and dosimetry for internal exposure im Unterausschuss ISO/TC 85/SC 2 Radiological protection des technischen Ausschusses ISO/TC 85 Nuclear energy, nuclear technologies, and radiological protection der Internationalen Organisation für Normung erstellt.